# 鶴田浩二
鶴田浩二（1924年12月6日—1987年6月16日）是日本電影演員、歌手，常多次與高倉健演出多部黑幫電影，原名小野榮一。

## 生平
鶴田出生於兵庫縣西宮市，本姓小野。出生後不久父母便離婚，因此隨母親搬回娘家靜岡縣濱松市，從事賣酒類的工作，小野的母親因為營養不良，之後在生產之後便失明。不久祖母也去世。母親獨自撫養小野長大，且因為繼父經常賭博，令小野的成長環境非常惡劣。
14歲時加入高田浩吉的劇團，19歲於關西大學商務科就學時，日本參與第二次世界大戰，小野被徵召入軍，戰爭結束後留在空軍，22歲時因藥物的副作用導致左耳失聰被迫退伍。1951年，和端田義夫演出電影《地獄的血鬥》，演唱「左耳に左手を沿えて歌う」，因為唱法獨特而走紅。1952年7月、田岡一雄前往東映京都攝影所，去拜訪鶴田浩二的經紀人兼松廉吉，要求讓鶴田浩二在山口組的興行部演出遭到拒絕。1953年1月6日鶴田在大阪天王寺區的旅館遭山口組組員山本健一等人施暴，鶴田身受重傷，緊急送到早石醫院，當時此事件震驚日本演藝界。

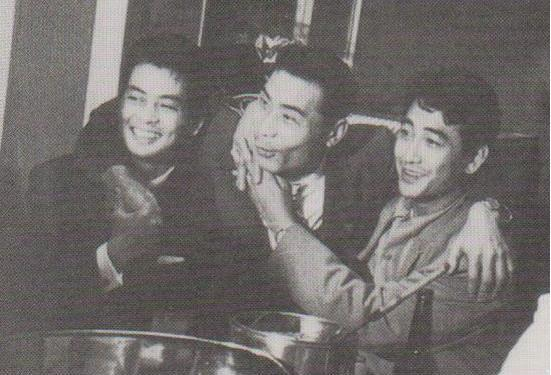
左起為小野滿、田岡一雄與鶴田浩二，攝於1952年

1985年被檢查出罹患肺癌，住進加護病房就醫觀察。1987年6月16日病逝，享年62歲，最後遺作為前年NHK放映的戲劇『シャツの店』。鶴田的遺體身著海軍第二種軍裝（白色夏季軍服）下葬，棺材蓋上旭日旗（昔日大日本帝國海軍旗），好友池部良、鶴田的軍中同袍皆有出席，晚輩松方弘樹等人在他的棺材旁放聲痛哭。鶴田的墓碑放置在高野山的奥之院、靈位牌放置在高野山大円院。

## 電影生涯
1948年，加入松竹公司，改名為「鶴田浩二」，以在電影上出色的表現打開知名度，且當時人氣高過於演員池部良，同期的朋友有高倉健及三船敏郎等人。　
1958年退出東寶電影公司，1960年加入東映電影公司，1963年出演『人生劇場 飛車角』。之後又演出了許多任俠電影。隸屬東映公司時期也拍攝了不少時代劇電影，作品有「人生劇場系列」、「博徒系列」、『明治俠客傳 三代目襲名』、「関東系列」、「博奕打ち系列」、『人間魚雷 啊，回天特別攻撃隊』等等、尤其是「列傳系列」特別有名。

## 電影作品
- 地獄的血鬥（1951年）
- 年輕的季節（1951年）
- 夏威夷之夜（1953年）
- 叛亂（1954年）
- 忠臣藏 花之卷、雪之卷（1954年）
- 男性No.1（1955年）
- 宮本武藏 一乘寺決鬥（1955年）
- 宮本武藏 決鬥巖流島（1956年）
- 暗黑街（1956年）
- 眠狂四郎無賴控（1956年）
- 柳生武藝帳（1957年）
- 眠狂四郎無賴控第二集 圓月殺法（1957年）
- 眠狂四郎無賴控 魔劍地獄（1958年）
- 柳生武藝帳 雙龍秘劍（1958年）
- 忠臣藏（1958年）
- 暗黑街的顏役（1959年）
- 獨立愚連隊（1959年）
- 日本誕生（1959年）
- 暗黑街的對決（1960年）
- 電送人間（1960年）
- 太平洋之嵐（1960年）
- 八月十五日的動亂（1962年）
- 三百六十五夜（1962年）
- 暗黑街的末日（1962年）
- 暗黒街的顔役 十一人的黑幫（1963年）
- 暗黒街最大的決鬥（1963年）
- 東京黑幫對香港黑幫（1964年）
- 日本暗黑街（1966年）
- 解散式（1967年）
- 人間魚雷 啊，回天特別攻撃隊（1968年）
- 戰後最大的賭場（1969年）
- 最後的特攻隊（1970年）
- 暴力集團再次武装（1971年）
- 昭和殘俠傳 怒吼的唐獅子（1971年）
- 決戰航空隊（1974年）
- 日本的仁義（1977年）
- 戒嚴令之夜（1980年）
- 青春之門（1981年）
- 連合艦隊（1981年）
- 最後的賭徒（1985年）

## 經典歌曲
- 男の夜曲（1949年、ポリドール）
藤田まさ共同作詞、舟尾勇雄作曲。

- 頬寄せて（1951年、日本コロムビア）
藤田まさ共同作詞、萬城目正作曲，與美空雲雀合唱。

- 同期の桜(台詞)（1970年）
小野榮一作詞（西条八十原詞）、大村能章作曲。

- 戦友よ安らかに（1970年）
小野榮一作詞、吉田正作曲。

- 傷だらけの人生（1971年）
藤田まさ共同作詞、吉田正作曲。
榮獲日本唱片大獎大眾獎。

- あゝ戦友（1975年）
柴田よしかず作詞、豊田あつし作曲。

- 望郷歌(エレジー)（1987年）
荒木とよひさ作詞、吉田正作曲。
此為遺作。鶴田死後約2個月後才發行。